# De vluchteling (Herman van Veen)
De vluchteling is een single van Herman van Veen afkomstig van het muziekalbum Voor een verre prinses. De opnamen stonden onder leiding van Van Veens vaste muziekproducent Hans van Baaren.
De vluchteling is een cover van La complainte du partisan/The partisan geschreven door Anna Marly (muziek en Franse tekst) en Hy Zaret (Engelse tekst). Emmanuel d’Astier de la Virgerie schreef ook mee aan het origineel, maar werd vervolgens bijna nergens meer genoemd. The partisan is bijvoorbeeld op plaat gezet door Leonard Cohen en Joan Baez. Net als bij eerdere liedjes verzorgde Rob Chrispijn de Nederlandse tekst. Hij schreef het gevoel van een vluchteling Thé Lau zou in 2004 een nieuwe Nederlandstalige versie schrijven en zingen met Yasmine onder de titel De partizane.
De B-kant Alles is een eigen lied van Chrispijn en Van Veen.
De single werd geen hit.